# فيليب صامويلسون
فيليب صامويلسون (بالإنجليزية: Philip Samuelsson؛ بالسويدية: Philip Samuelsson) هو لاعب هوكي الجليد سويدي وأمريكي، ولد في 26 يوليو 1991 في Leksand ‏ في السويد.

## وصلات خارجية
- فيليب صامويلسون على موقع دوري الهوكي الوطني (الإنجليزية)
- فيليب صامويلسون على موقع قاعة مشاهير الهوكي (لاعب أن.إتش.أل) (الإنجليزية)
- فيليب صامويلسون على موقع EliteProspects.com (الإنجليزية)
- فيليب صامويلسون على موقع HockeyDB.com (الإنجليزية)
- فيليب صامويلسون على موقع Hockey-Reference.com (الإنجليزية)